# Dustin O’Halloran

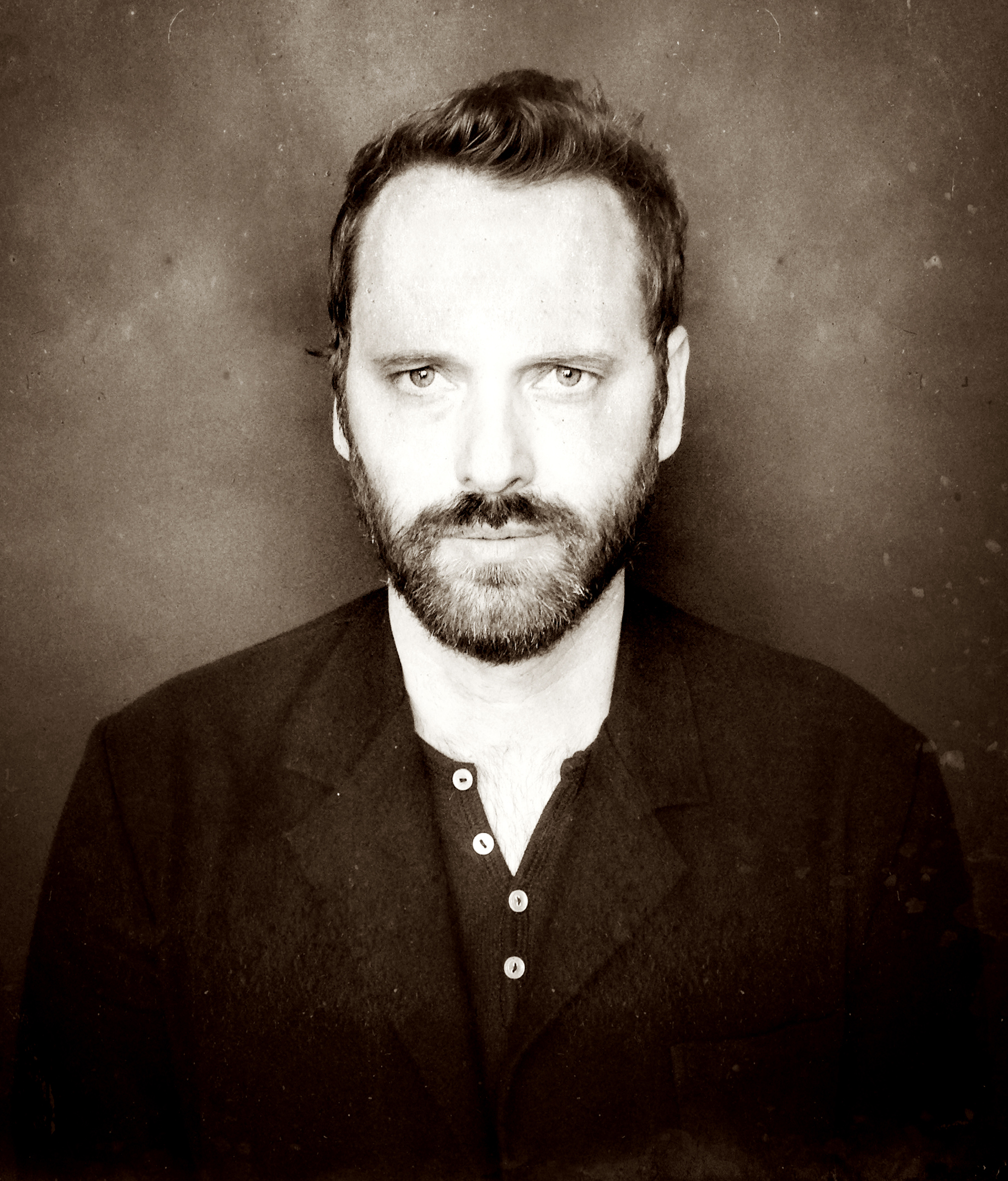
Dustin O’Halloran

Dustin J. O’Halloran (* 8. September 1971 in Phoenix, Arizona) ist ein US-amerikanischer Pianist und Komponist. Er arbeitet und lebt in Berlin.

## Leben
In Arizona geboren verbrachte Dustin O’Halloran seine Kindheit auf Hawaii und in Los Angeles. Bereits im Alter von sieben Jahren erhielt er Klavierstunden und gab als Elfjähriger erste Konzerte, auf denen er eigene Kompositionen interpretierte.
Während seines Studiums am Santa Monica College lernte er die Sängerin und Musikerin Sara Lov kennen, mit der er zusammen 1996 die Band Devics gründete. Die Band veröffentlichte diverse Alben bei dem Label Bella Union und absolvierte internationale Tourneen. Durch die gemeinsame Arbeit an dem Soundtrack von Giuseppe Bertoluccis Film L’amore probabilmente sammelte Dustin O’Halloran erste Erfahrungen im Bereich der Filmmusik. 2004 wanderte O’Halloran nach Italien aus, wo er den Grundstein für seine Karriere als Komponist und Solo-Pianist legte. In der ländlichen Region Emilia-Romagna nahm er sein erstes Solo-Album (Piano Solos, 2004) auf. Wenig später wurde die Regisseurin Sofia Coppola auf Dustins Solodebüt aufmerksam und engagierte ihn für den Soundtrack ihres Historiendramas Marie Antoinette. Weitere Filmscore-Arbeiten folgten, unter anderem zu William Olssons An American Affair (2009) und zu Drake Doremus Like Crazy (2011). Letzterer wurde 2011 auf dem Sundance Film Festival mit dem Großen Preis der Jury geehrt.
Einzelne Stücke aus O’Hallorans Kompositionen wurden bereits für bekannte Werbekampagnen verwendet, unter anderem 2007 für Audi, 2009 für „Sky TV – Das Beste sehen“ und 2011 für „Ikea – Mein Traum“.
2017 erhielt er für seine Zusammenarbeit mit Hauschka an der Filmmusik zum Spielfilm Lion – Der lange Weg nach Hause (2016) Nominierungen für den Oscar und Golden Globe Award.
2018 wurde O’Halloran in die Academy of Motion Picture Arts and Sciences berufen, die jährlich die Oscars vergibt.

## Musikstil
Dustin O’Hallorans Kompositionen werden überwiegend der Neoklassik zugerechnet. Sie sind von Erik Satie und Arvo Pärt, Frédéric Chopin und Philip Glass inspiriert. Den Pianisten zeichnet ein filigraner Kompositionsstil aus, der sich bei seiner Musik ebenso von den enigmatischen Musikwelten der Bands Sigur Rós und Efterklang beeinflussen lässt. Seine Musik lebt durch das Minimale und dem Streben nach emotionaler Klarheit in ihren Melodien.
Dustin O’Halloran tritt regelmäßig als Solopianist oder in Begleitung von Streichern live auf. 2008 eröffnet O’Halloran die Konzerte der kanadischen Musikerin k.d. lang auf ihrer internationalen Tournee und im Frühjahr 2010 tourt er mit dem befreundeten Komponisten und Pianisten Hauschka in den USA, unterstützt vom Magik Magik String Orchestra. Zu seinen musikalischen Kooperationspartnern zählen die britische Gruppe Soulsavers und Mark Lanegan (Screaming Trees, Gutter Twins), Jóhann Jóhannsson, Peter Broderick, Nils Frahm, Kira Kira, sowie Adam Wiltzie (Stars of the Lid). Mit letzterem hat er 2011 das Album „A Winged Victory for the Sullen“ eingespielt.

## Diskografie
- Piano Solos (Bella Union, September 2004)
- Piano Solos Vol. 2 (Filter Recordings, Oktober 2006)
- An American Affair: Original Motion Picture Soundtrack (Filter Recordings, Mai 2009)
- Lumiere (FatCat Records, Februar 2011)
- Vorleben (FatCat Records, Juni 2011)
- A Winged Victory for the Sullen (Erased Tapes, September 2011)

## Filmografie (Auswahl)
- 1999: One last Score, Regie: Matthew Modine
- 2001: Viva Las Nowhere, Regie: Jason Bloom
- 2001: L’amore probabilmente, Regie: Giuseppe Bertolucci
- 2003: Easy Six, Regie: Chris Lovenko
- 2006: Marie Antoinette, Regie: Sofia Coppola
- 2006: Alone with Her, Regie: Eric Nicholas
- 2007: The Beautiful Ordinary, Regie: Jess Manafort
- 2007: Boot Camp, Regie: Christian Duguay
- 2007: The Good Life, Regie: Stephan Berra
- 2008: Remember the Daze, Regie: Jess Manafort
- 2008: An American Affair, Regie: Jess Manafort
- 2008: Bresson&Adeline, Regie: Christopher Jarvis
- 2011: Like Crazy, Regie: Drake Doremus
- 2013: Breathe in – Eine unmögliche Liebe (Breathe In), Regie: Drake Doremus
- 2015: Equals – Euch gehört die Zukunft (Equals), Regie: Drake Doremus
- 2016: Lion – Der lange Weg nach Hause (Lion), Regie: Garth Davis
- 2017: God’s Own Country, Regie: Francis Lee
- 2017: Edison – Ein Leben voller Licht (The Current War), Regie: Alfonso Gomez-Rejon
- 2018: Puzzle, Regie: Marc Turtletaub
- 2018: The Hate U Give, Regie: George Tillman, Jr.
- 2019: Enzo und die wundersame Welt der Menschen (The Art of Racing in the Rain), Regie: Simon Curtis
- 2020: The Old Guard, Regie: Gina Prince-Bythewood
- 2020: Ammonite: Regie: Francis Lee
- 2025: Bridget Jones – Verrückt nach ihm (Bridget Jones: Mad About the Boy), Regie: Michael Morris
- 2025: Eleanor the Great